# Syzygospora norvegica
Syzygospora norvegica är en lavart som beskrevs av Ginns 1986. Syzygospora norvegica ingår i släktet Syzygospora och familjen Carcinomycetaceae.   Inga underarter finns listade i Catalogue of Life.